# Supertaça Cândido de Oliveira de 2025
A Supertaça Cândido de Oliveira de 2025 foi a 47.ª edição da Supertaça Cândido de Oliveira.
Foi disputada entre o campeão nacional Sporting, enquanto vencedor da Primeira Liga de 2024–25 e Taça de Portugal de 2024–25, e pelo Benfica, Vice-campeão das mesmas competições. O Benfica sagrou-se campeão da competição pela 10ª vez na sua história, vencendo o Sporting por 1–0.

## Partida
| 31 julho de 2025 | Sporting | 0–1       | Benfica      | Estádio Algarve                          |
| 20:15            |          | Relatório | Pavlidis 50' | Público: 19 354 Árbitro: Fábio Veríssimo |

## Vencedor
| Supertaça Cândido de Oliveira 2025 |
| ---------------------------------- |
| SL Benfica (10º Título)            |